# Блендово (Влоцлавський повіт)
Блендово (пол. Błędowo) — село в Польщі, у гміні Любень-Куявський Влоцлавського повіту Куявсько-Поморського воєводства.
Населення — 119 осіб (2011).
У 1975-1998 роках село належало до Влоцлавського воєводства.

## Демографія
Демографічна структура станом на 31 березня 2011 року:
|          | Загалом | Допрацездатний вік | Працездатний вік | Постпрацездатний вік |
| -------- | ------- | ------------------ | ---------------- | -------------------- |
| Чоловіки | 62      | 15                 | 38               | 9                    |
| Жінки    | 57      | 14                 | 30               | 13                   |
| Разом    | 119     | 29                 | 68               | 22                   |